# Domingo Aranda
Domingo Aranda (nacido el 4 de enero de 1937 en Gualeguaychú - fallecido en Luján (provincia de Buenos Aires), 19 de junio de 2017) es un exfutbolista argentino. Jugaba de defensor y lo apodaban "Carreta".

## Carrera

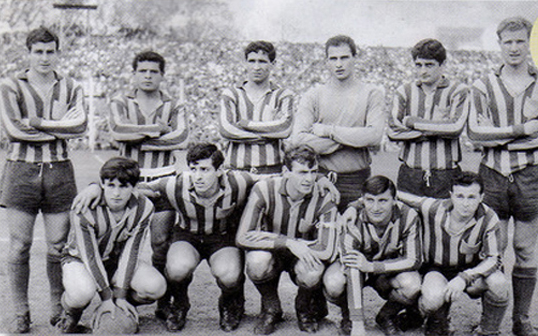
Rosario Central en 1963. Parados: Domingo Aranda, Néstor Cardoso, José Casares, Edgardo Andrada, Gualberto Muggione, Norberto Bautista; hincados: Oscar Storti, Enrique Fernández, César Menotti, Néstor Manfredi, Ricardo Giménez.

De muy joven llegó a la primera de un club de su ciudad natal, Pueblo Nuevo de Gualeguaychú; con el mismo logró el título de la Liga Departamental de Fútbol de Gualeguaychú en cinco oportunidades consecutivas.
Al momento de tener que cumplir el Servicio Militar Obligatorio, debió trasladarse a Buenos Aires, donde fichó por Flandria, club del ascenso, en el que jugó por cuatro años.
Tuvo su gran oportunidad en el fútbol de Primera División al llegar a Rosario Central, para disputar el Campeonato de 1961; hasta 1966 disputó 98 partidos con la casaca auriazul, convirtiendo dos goles. Compartió defensa con jugadores como José Casares, Néstor Lucas Cardoso, Norberto Claudio Bautista, Otto Sesana, entre otros.
Prosiguió su carrera en Platense, equipo que dirigido por Ángel Labruna llegó a semifinales en el Metropolitano 1967. Sus últimos pasos como futbolista los dio en Español, en la Primera B, debiendo dejar la actividad a causa de una lesión.
Luego se afincó en la localidad de Luján, provincia de Buenos Aires, donde creó una escuela de fútbol infantil llamada César Menotti, señera en la zona, de la cual surgieron buenos valores, tal el caso de Lucas Castromán.
En 2013 recibió la distinción Ana de Matos, destinado a reconocer la trayectoria de las personas e instituciones de Luján.

## Clubes
| Club                        | País      | Año       |
| --------------------------- | --------- | --------- |
| Pueblo Nuevo (Gualeguaychú) | Argentina | 1952-1956 |
| Flandria                    | Argentina | 1957-1960 |
| Rosario Central             | Argentina | 1961-1966 |
| Platense                    | Argentina | 1967-1968 |
| Deportivo Español           | Argentina | 1969-1970 |

## Palmarés

### Campeonatos regionales
| Equipo       | País      | Título                                       | Año  |
| ------------ | --------- | -------------------------------------------- | ---- |
| Pueblo Nuevo | Argentina | Liga Departamental de Fútbol de Gualeguaychú | 1952 |
| Pueblo Nuevo | Argentina | Liga Departamental de Fútbol de Gualeguaychú | 1953 |
| Pueblo Nuevo | Argentina | Liga Departamental de Fútbol de Gualeguaychú | 1954 |
| Pueblo Nuevo | Argentina | Liga Departamental de Fútbol de Gualeguaychú | 1955 |
| Pueblo Nuevo | Argentina | Liga Departamental de Fútbol de Gualeguaychú | 1956 |